# Сражение в Кассеринском проходе
Сражение в Кассеринском проходе (англ. Battle of Kasserine Pass) — сражение, состоявшееся во время Тунисской кампании Второй мировой войны в феврале 1943 года между войсками союзников и стран Оси в проходе сквозь горный хребет Большой Дорсаль в Атласских горах в западной части Туниса в районе города Кассерин.

## Предыстория
В конце 1942 года высадившиеся в Северной Африке англо-американские войска не успели занять Тунис раньше, чем туда были переброшены из Европы итальянские и немецкие части, и вынуждены были остановиться, подтягивая тылы и получая подкрепления. Тем временем командование над немецкими силами в Тунисе, объединёнными в 5-ю танковую армию, принял генерал-полковник Ганс-Юрген фон Арним. В январе 1943 года оборонительной линии «Марет» в районе границы Туниса и Ливии достигла отступавшая от англичан немецкая танковая армия «Африка» под командованием генерал-фельдмаршала Эрвина Роммеля. Обе немецкие группировки формально подчинялись итальянскому командованию, которому, в свою очередь, приказывал находившийся в Риме немецкий генерал-фельдмаршал Альберт Кессельринг. Так как англичане остановились перед линией «Марет», подтягивая тылы, то основное беспокойство у немцев вызывали французские и американские войска, находившиеся на западе Туниса в горах Восточного Дорсаля, так как они могли ударом на восток выйти по кратчайшему расстоянию к морю, и отрезать Роммеля от находившихся на севере портов.
Кессельринг решил нанести фронтальные удары на западном фронте, чтобы отодвинуть на запад некоторые его участки, с которых противник мог начать наступление. 20 января план Кессельринга был утверждён немецким и итальянским верховными командованиями. Однако фон Арним и Роммель не любили друг друга, и не желали действовать совместно, и их разногласия пришлось улаживать лично Кессельрингу, который сказал Роммелю, что если удастся открыть путь на Тебессу, то именно Роммелю будет поручено командование заключительным ударом и любой крупной операцией, которая затем последует. Так как собственная 15-я танковая дивизия была нужна Роммелю, чтобы удерживать английскую 8-ю армию на линии «Марет», он рассчитывал на танковые дивизии фон Арнима, но тот отказался их предоставить, заявив, что они нужны ему для его собственной операции «Фрюлингсвинд».
С другой стороны фронта проблем с командованием было не меньше. На алжирско-тунисской границе сражались английские, американские и французские части, и если американцы были согласны с тем, что Средиземноморский ТВД является британской зоной ответственности, то французы, помня о событиях 1940 года, не желали подчиняться англичанам. Лишь поражения, нанесённые им немцами в январе 1943 года, заставили французов умерить гордость, и на совещании в Касабланке было решено, что главнокомандующим силами антигитлеровской коалиции в Северной Африке станет английский генерал Харольд Александер, который вступил в должность 19 февраля — в разгар немецкого наступления.
14 февраля фон Арним нанёс свой удар, занял Сиди-Бу-Зид и нанёс серьёзные потери американской 1-й бронетанковой дивизии (командир — генерал-майор Орландо Уорд). Чтобы сократить линию фронта, командовавший в тот момент союзными войсками английский генерал Кеннет Андерсон приказал оставить город Гафса.
Чтобы использовать временно возникшее преимущество, Роммель попросил поддержать его удар на Тебессу, но фон Арним ответил, что 10-я и 21-я танковые дивизии должны занять район Сбейтлы, и из-за острой нехватки топлива и боеприпасов никакие части не будут выдвинуты дальше горного хребта Восточный Дорсаль. Тем не менее, узнав об отступлении противника, Роммель передал в Рим, что намерен наступать на Тебессу, взяв под своё командование 10-ю и 21-ю танковые дивизии. Утром 19 февраля он получил согласие на ограниченную операцию: пока фон Арним будет связывать силы противника на севере, Роммелю предписывалось захватить Талу и Ле-Кеф, однако глубина операции не ограничивалась. Роммель пришёл в бешенство, так как этот приказ ставил под угрозу его план глубокого охвата, и оставлял открытыми его фланги. Зная, что только внезапность поможет ему прорваться в район сосредоточения американских частей, он решил немедленно повернуть на Талу.

## Ход событий

Карта-схема театра военных действий в начале 1943 года

Роммель ещё вечером 18 февраля провёл разведку боем в Кассеринском проходе, однако он не представлял, какие силы ему противостоят: это было трудно сделать, так как пытаясь остановить немецкое наступление Андерсон перемешал части всех армий, и даже самим союзникам было трудно разобраться, кто кем командует. Встревоженный действиями немцев, командовавший американским II корпусом генерал Ллойд Фредендалль немедленно отправил в Кассеринский проход боевую группу 26-го полка под командованием полковника Александра Старка.
Утром 19 февраля немецкая 21-я танковая дивизия генерал-майора Ханса-Георга Хильдебрандта начала наступление на Сбибу, однако её сильно задержали размокшая из-за дождей дорога и мины, а затем она попала под сильнейший обстрел с господствующих высот. Попытка обойти защитников с востока была сорвана пехотой американской 34-й дивизии. К наступлению темноты 21-я танковая дивизия дошла только до окраины Сбибы, но потом отступила на оборонительную линию примерно в 10 км южнее города.
Кессельринг прибыл в штаб фон Арнима, и обнаружил, что тот не передал Роммелю 10-ю танковую дивизию, что сузило его возможности. Отвергнув предложение фон Арнима атаковать Ле-Кеф, Кессельринг передал по радио Роммелю приказ не обращать внимания на распоряжения итальянского Comando Supremo, и сосредоточить все усилия на захвате Тебессы, которую можно обойти и окружить.
20 февраля в 8:30 утра солдаты немецкого 20-го моторизованного полка и итальянского 5-го батальона берсальеров под прикрытием огневого вала начали атаку американских позиций в Кассеринском проходе. Два батальона наконец-то переданной Роммелю 10-й танковой дивизии, двинувшиеся в бой следом, наконец сумели прорвать оборону американцев, которая просто рассыпалась.
Готовя наступление из Кассеринского прохода, Роммель нервничал и проявил нехарактерную для себя нерешительность, что дало противнику несколько драгоценных часов чтобы перевести дух. Однако из-за того, что к Кассеринскому проходу перебрасывались подкрепления откуда только можно, система управления окончательно запуталась. Штаб американской 1-й бронетанковой дивизии был убеждён, что всеми войсками в проходе командует генерал Пол Робинетт, однако Фредендалль приказал генералу Терри Аллену взять на себя командование всеми войсками южнее Фуссаны от Джебель-Шамби до Ма-эль-Абиуд, а бригадный генерал Данфи получил приказ координировать действия своей 26-й бронетанковой бригады, Командования «C» и остатков отряда Старка, хотя не имел ни штаба, ни системы связи. Андерсон был крайне встревожен происходящим, и 20 февраля решил действовать через голову Фредендалля, который явно терял контроль над событиями, приказав английскому бригадному генералу Кэмерону Николсону взять под командование все союзные войска северо-западнее прохода, которые получили название «группа Ника» (англ. Nickforce).
Выяснив силы противника из захваченных накануне документов, Роммель решил, что двойной удар из Кассерина вынудит обороняющихся разделить свои силы и ослабит их. 21-я дивизия прекращала наступление на север; танки Хильдебрандта должны были держать оборону и не позволять противнику перебросить подкрепление с севера. 10-я танковая дивизия Фридриха фон Бройха должна была наступать на Талу, а боевая группа Африканского корпуса под командованием Бюловиуса — на Джебель-Хмара и далее на Тебессу.

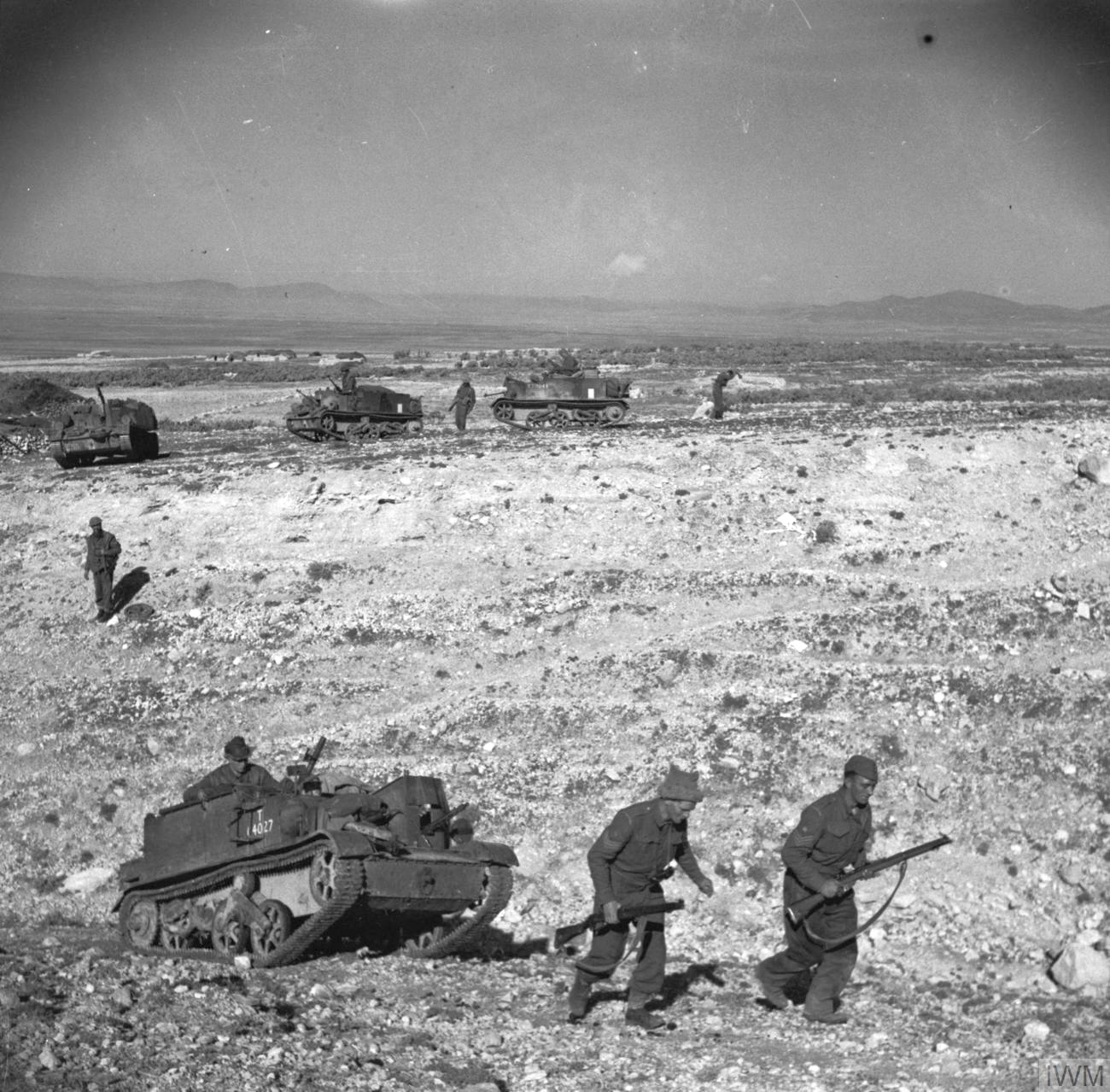
Английские войска занимают позиции у Талы

Утром 21 февраля немцы атаковали Джебель-Хамру, но Робинетт смог отбить нападение. Однако 10-я танковая дивизия постепенно теснила 26-ю бронетанковую бригаду, захватывая одну гряду холмов за другой. Роммель несколько раз сам бросался в гущу боя и заставил фон Бройха двинуть пехоту на грузовиках следом за танками. К вечеру немцы вышли к последней гряде перед Талой, после боя на которой отступили, чтобы перегруппироваться и возобновить атаку на следующее утро. Ночью на помощь защитникам Талы пришли артиллерийские подразделения 9-й дивизии, и пехотную группировку, в которой осталось не более 100 человек, теперь поддерживало 48 гаубиц. 22 февраля последние английские 10 танков, получив от Данфи приказ занять господствующий холм, двинулись вперёд и, перевалив через гребень, наткнулись на поджидавших их немцев. В ходе боя 7 английских танков было уничтожено, но немцы решили, что вскоре начнётся более сильная контратака, и когда с рассветом начали огонь английские гаубицы — ответили артиллерийской дуэлью, остановившись на 6 часов.
Пока фон Бройх стоял перед Талой, Бюловиус приказал своим солдатам двигаться на запад к проходу Джебель-Хамра, чтобы атаковать на рассвете. В темноте под сильнейшем ливнем они сбились с пути, и по верблюжьей тропе вышли к проходу Бу-Шебха в 10 км от указанного им места. В последовавшей беспорядочной схватке они оказались рассеяны, и им пришлось отступить.
Во второй половине дня 22 февраля погода улучшилась, и английские истребители-бомбардировщики начали атаковать немецкие танки и бронетранспортёры на подходах к Тале, а американские бомбардировщики начали атаковать Кассеринский проход. Боевая группа Африканского корпуса получила приказ удерживать фронт до последнего патрона и не отступать без особого приказа. После состоявшейся по приказанию Кессельринга встречи Роммеля и фон Арнима в Бизерте, Бюловиус получил приказ на отход. За ним должен был последовать фон Бройх, а Хильдебрандт должен был оставаться возле Сбибы в немедленной готовности к отходу.
23 февраля Роммель был назначен главнокомандующим Группы армий «Африка», в которую вошли 5-я танковая армия (командующий — фон Арним) и итальянская 1-я армия (командующий — Мессе); основные силы боевой группы Африканского корпуса вошли в состав 1-й армии. 10-я танковая дивизия должна была охранять Кассеринский проход во время отступления, а потом отойти сама и соединиться в Сбейтле с 21-й танковой дивизией, которая покинет Сбибу; после этого обе танковые дивизии должны были отойти на восток через проход Фаид, а затем 10-я танковая дивизия поворачивала на север, к Пишону, а 21-я танковая — на юг, к Сфаксу.
С противоположной стороны фронта тоже попытались распутать клубок внутри командных структур. 20 февраля в штаб главнокомандующего был вызван командир стоявшей в Марокко американской 2-й бронетанковой дивизии генерал-майор Эрнест Хармон. Там он с удивлением узнал от Эйзенхауэра о разногласиях между Фредендаллем и Уордом, о неподчинении Робинетта Уорду и о том, что англичане считают 1-ю бронетанковую дивизию небоеспособной. Эйзенхауэр предложил ему принять командование либо II корпусом, либо 1-й бронетанковой дивизией. Так как Хармон предложил Эйзенхауэру принять решение самому, то Эйзенхауэр приказал ему принять на себя обязанности заместителя командира корпуса и помочь Фредендаллю взять ситуацию под контроль, а уж потом сообщить, кого он хочет сменить: Фредендалля или Уорда. Когда Хармон 22 февраля прибыл в штаб Фредендалля, тот передал ему командование 1-й бронетанковой и 6-й бронетанковой дивизиями. Хармон привёл в действие разработанный в ночь с 19 на 20 февраля план, по которому предусматривалась совместная контратака войск Данфи и Робинетта, однако утром 23 февраля осаждённые американцы обнаружили, что противник исчез. Преследование оказалось невозможным, так как путь к Кассеринскому проходу оказался перегорожен многочисленными минными ловушками.

## Итоги и последствия

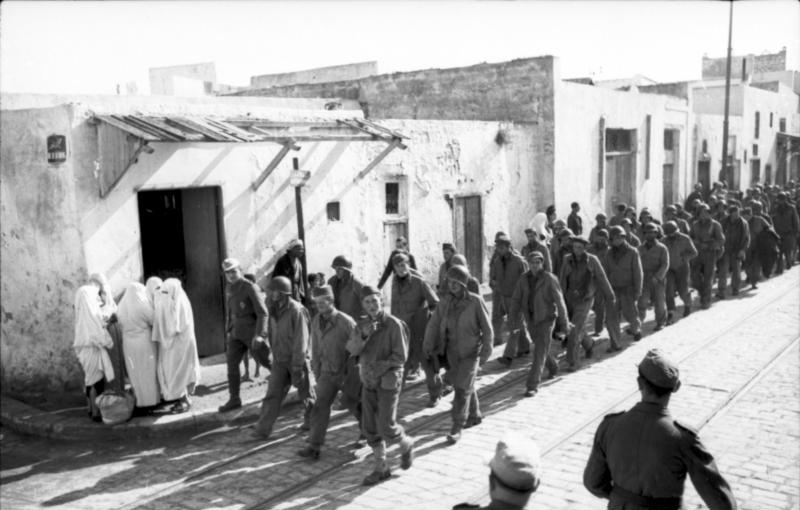
Американские солдаты в немецком плену в Тунисе

В этом сражении немцы потеряли 201 человека убитыми, 536 ранеными, 252 пропали без вести. Также они потеряли множество артиллерийских орудий, танков, транспортёров и грузовиков. Однако они заявили, что захватили более 400 пленных, множество машин, боеприпасов и техники. Особенно тяжёлый удар получили американцы: II корпус потерял более 20 % личного состава, из 30 000 американцев, участвовавших в сражении, 300 человек погибли, около 3000 были ранены, почти 3000 пропали без вести.
Более важным было то, что немцы полностью разрушили планы противника: по словам генерала Александера, это сражение затянуло войну в Тунисе на несколько месяцев.